# Лахен (Швіц)
Лахен (нім. Lachen SZ) — місто  в Швейцарії в кантоні Швіц, округ Марх.

## Географія
Місто розташоване на відстані близько 110 км на схід від Берна, 25 км на північний схід від Швіца.
Лахен має площу 2,4 км², з яких на 66,3% дозволяється будівництво (житлове та будівництво доріг), 24,2% використовуються в сільськогосподарських цілях, 5,8% зайнято лісами, 3,8% не є продуктивними (річки, льодовики або гори).

## Демографія
2019 року в місті мешкало 8883 особи (+13,2% порівняно з 2010 роком), іноземців було 31,3%. Густота населення становила 3656 осіб/км².
За віковим діапазоном населення розподілялося таким чином: 18,3% — особи молодші 20 років, 63,1% — особи у віці 20—64 років, 18,6% — особи у віці 65 років та старші. Було 4043 помешкань (у середньому 2,2 особи в помешканні).
Із загальної кількості 5302 працюючих 6 було зайнятих в первинному секторі, 1351 — в обробній промисловості, 3945 — в галузі послуг.